# How to Plan an Orgy in a Small Town
Pour plus de détails, voir Fiche technique et Distribution.
How to Plan an Orgy in a Small Town est un film canadien, sorti en 2015.

## Fiche technique
- Titre : How to Plan an Orgy in a Small Town
- Réalisation : Jeremy LaLonde
- Scénario : Jeremy LaLonde
- Pays d'origine : Canada
- Genre : comédie érotique
- Date de sortie : 2015

## Distribution
- Jewel Staite : Cassie Cranston
- Ennis Esmer : Adam Mitchell
- Lauren Lee Smith : Heather Mitchell
- Katharine Isabelle : Alice Solomon
- Mark O'Brien : Bruce Buck
- Tommie-Amber Pirie : Polly Murray
- Jonas Chernick : Chester O'Connell
- James McGowan : Spencer Goode
- Natalie Brown : Anna
- Lauren Holly : Mauren Cranston
- Christine Horne : Ellie
- David Maclean : Michael Roberts